# Max Rose (film)
Pour les articles homonymes, voir Max Rose.
Pour plus de détails, voir Fiche technique et Distribution.
Max Rose est un drame américain écrit et réalisé Daniel Noah sorti en 2016.

## Synopsis
Après la mort de son épouse, Max Rose s'interroge sur sa vie.

## Fiche technique
- Titre original : Max Rose
- Réalisation : Daniel Noah
- Scénario : Daniel Noah
- Direction artistique : Ryan Warren Smith
- Décors : Amanda Hallberg
- Costumes : Courtney Hoffman
- Montage : Richard Halsey
- Musique : Michel Legrand
- Photographie : Christopher Blauvelt
- Son :
- Production : Lawrence Inglee et Garrett Kelleher
- Sociétés de production : Lightstream Pictures
- Pays d’origine :  États-Unis
- Genre :  Drame
- Dates de sortie
  - France : mai 2016 (un premier montage avait été montré au festival de Cannes 2013)
  - États-Unis : 2016

## Distribution
- Kerry Bishé (VF : Noémie Orphelin) : Annie Rose
- Dean Stockwell (VF : Philippe Dumond) : Ben Tracey
- Jerry Lewis (VF : Philippe Ariotti) : Max Rose
- Kevin Pollak (VF : Nicolas Marié) : Christopher Rose
- Claire Bloom (VF : Marie-Martine) : Eva Rose
- Fred Willard : Jim Clark
- Illeana Douglas (VF : Natacha Muller) : Jenny Flowers
- Rance Howard (VF : Frédéric Cerdal) : Walter Prewitt
- Jacob Young : lui-même
- Stephanie Katherine Grant : Jenny Rose
- Lee Weaver (VF : Benoît Allemane) : Lee Miller
- Mort Sahl (VF : Michel Le Royer) : Jack Murphy

Source et légende : version française (VF) selon le carton de doublage.

## Distinctions
- Festival de Cannes 2013 : sélection hors compétition « Séances spéciales »